# Eric Westling
Eric Olof Ragnar Westling, född 29 juli 1920 i Sveg, Jämtlands län, död 18 februari 1999 i Frösön, var en svensk målare och tecknare.
Han var son till bagaren Gunnar Westling och Hanna Hedlund och från 1957 gift med Ester Kamilla Blikstad. Westling studerade vid Welamsons Illustrationsskola 1944–1945 och vid Otte Skölds målarskola 1946–1947 samt genom självstudier under resor till Frankrike Spanien, Danmark och Norge. Han debuterade med en separatutställning i Sveg 1948 som följdes av separatutställningar i Sundsvall, Trollhättan och ett flertal gånger i Östersund och Skövde. Han medverkade ett flertal gånger i samlingsutställningar arrangerade av Jämtlands läns konstförening och utställningar med provinsiell konst i Skövde. Hans konst består av hamnmotiv, stadsbilder och landskapsskildringar från Norge, Jämtland och Gotland utförda i olja eller pastell samt teckningar med figurstudier. Westling är representerad vid bland annat Östersunds läns museum. 